# Rama (Israel)
Rama är flera städer som omnämns i både Gamla Testamentet och Nya Testamentet i Bibeln. Ordet rama betyder  höjd och är ett vanligt ortnamn i området. Efter Jerusalems fall och inför den tredje deportationen till Babyloniska fångenskapen var Rama uppsamlingsplats för fångarna. Eventuellt är det samma plats som det Rama som nämns i första Samuelsboken som profeten Samuels hemstad i vilken han begravdes.

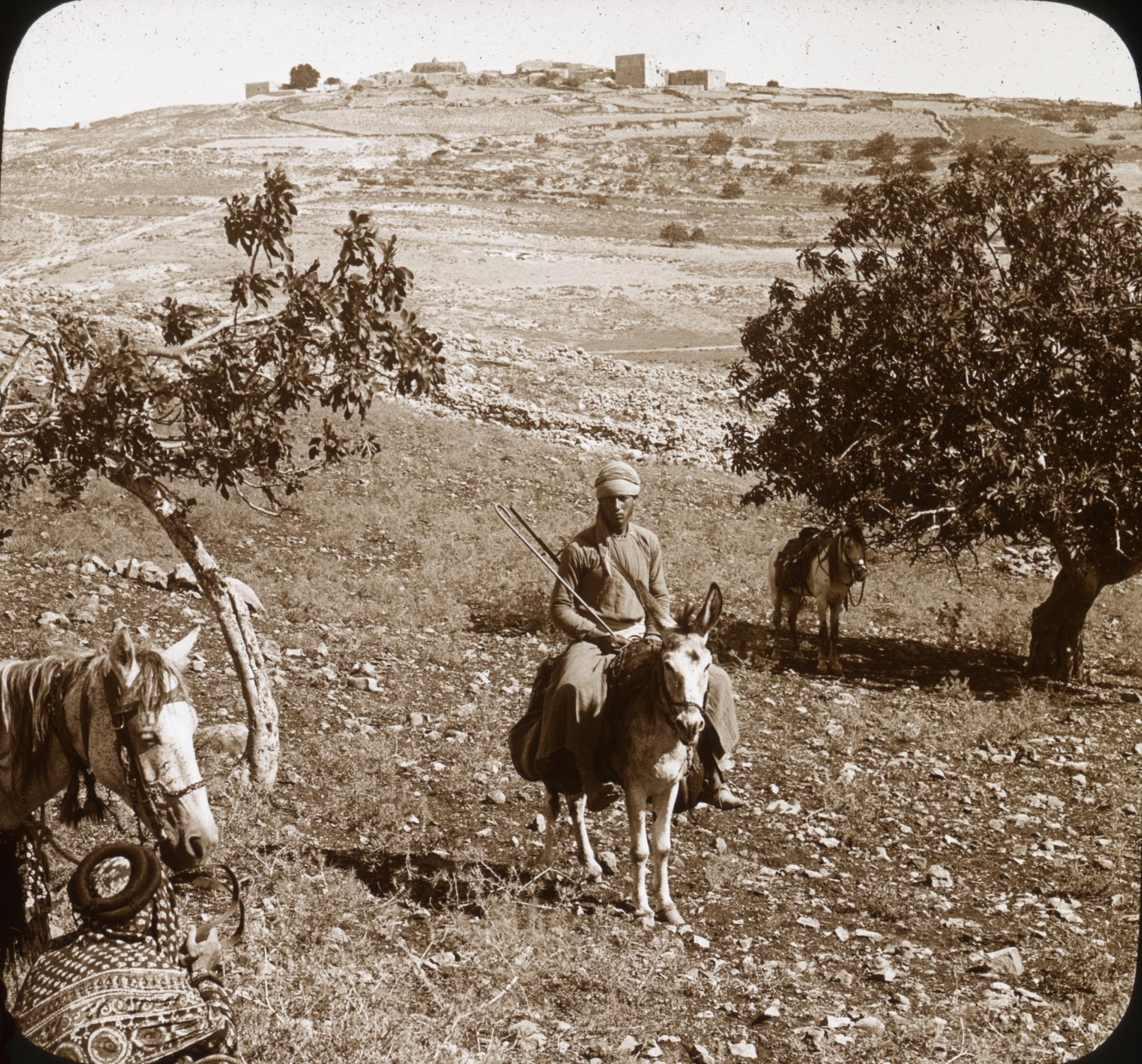
Rama (Israel)

En stad med namnet Rama omnämns även i Nya Testamentet där Matteus refererar till Jeremia 31:15 i samband med barnamorden i Betlehem som beordrades av Herodes. Staden ligger någon mil ifrån nuvarande Jerusalem. Enligt somliga forskare motsvarar profeten Samuels Rama det nuvarande Ramallah, men traditionellt har en plats som fått namnet Nebi Samwil ansetts vara profetens grav.